# Marco Antonio Figueroa Valle
Marco Antonio Figueroa Valle (Ayutla, Guerrero, 4 de diciembre de 1989) es un futbolista mexicano que juega de defensa.
Ha vestido las camisetas de diversos clubs, entre los que se encuentra el Tiburones Rojos de Veracruz, Guerreros de Tabasco, Club de Gimnasia y Esgrima La Plata y del debutante Alebrijes de Oaxaca.

## Clubes
| Club                              | País      | Año        |
| --------------------------------- | --------- | ---------- |
| Guerreros de Tabasco              | México    | 2007-2008  |
| C.F. Manzanillo                   | México    | 2008       |
| Veracruz                          | México    | 2008- 2010 |
| C. de Gimnasia y Esgrima La Plata | Argentina | 2010       |
| CF La Piedad                      | México    | 2011       |
| Alebrijes de Oaxaca               | México    | 2013-2017  |